# П'єр Шендерфер
П'єр Шендерфер (фр. Pierre Schoendoerffer; нар. 5 травня 1928, Шамальєр, Франція — пом. 14 березня 2012, Кламар, Франція) — французький кінорежисер, сценарист, військовий репортер, ветеран Першої індокитайської війни.
У 1967 році Шендерфер здобув премію «Оскар» за найкращий документальний повнометражний фільм «Взвод Андерсона» .

## Біографія
П'єр Шендерфер народився 5 травня 1928 року в місті Шамальєр (департаменті Пюї-де-Дом у Франції) в ельзаській протестантській сім'ї. Під час Другої світової війни він втратив свого батька.
У другій половині 1940-х років Шендерфер був матросом торгового флоту. У 1949 і 1950 роках служив в армії. Досвід, отриманий ним в цей період, пізніше був покладений в основу декількох його фільмів. У 1951 році Шендерфер вирушив до Французького Індокитаю як військовий оператор. У травні 1954 року його було захоплено в полон в'єтнамськими військовими. Шендерфер вчинив невдалу спробу втечі і був відпущений через чотири місяці. Відразу після цього Шендерфер звільнився з лав збройних сил і деякий час працював військовим фоторепортером у В'єтнамі для журналів «Paris Match», «France Soir», «Time», «Life» і тільки через рік повернувся на батьківщину у Францію.
Дебютну повнометражну стрічку «Рамунчо» П'єр Шендерфер поставив у 1958 році. Його документальна стрічка «Взвод Андерсона» (1967) про підрозділ американських солдатів, за якими режисер стежив шість тижнів в самий пік війни у В'єтнамі в 1966 році, була удостоєна премії «Оскар» за найкращий документальний повнометражний фільм 1967 року.
У 1977 році П'єр Шендерфер поставив за власною книгою військово-пригодницьку драму «Краб-барабанщик», що оповідає про епізоди з життя відомого французького морського офіцера П'єра Гійома (1925—2002) на прізвисько «Краб-барабанщик». Фільм було номіновано в 6-ти категоріях на здобуття французької національної кінопремії «Сезар» 1978 року, у трьох з яких він отримав нагороди.
П'єр Шендерфер був лауреатом низки престижних нагород. Зокрема, він мав звання командора ордену Почесного легіону. З 23 березня 1988 року був членом французької Академії витончених мистецтв, у 2001—2007 роках очолював її як президент.

## Фільмографія
| Рік  |      | Назва українською     | Оригінальна назва                    | Режисер | Сценарист | Продюсер |
| ---- | ---- | --------------------- | ------------------------------------ | ------- | --------- | -------- |
| 1958 |      | Рамунчо               | Ramuntcho                            | Так     | Так       |          |
| 1958 |      | Ущелина диявола       | La passe du diable                   | Так     |           |          |
| 1959 |      | Рибалка з Ісландії    | Pêcheur d'Islande                    | Так     | Так       |          |
| 1965 |      | 317-й взвод           | La 317ème section                    | Так     | Так       |          |
| 1966 |      | Мета: 500 мільйонів   | Objectif: 500 millions               | Так     | Так       |          |
| 1967 | док. | Взвод Андерсона       | La section Anderson                  | Так     | Так       | Так      |
| 1977 |      | Краб-барабанщик       | Le Crabe-Tambour                     | Так     | Так       |          |
| 1982 |      | Честь капітана        | L'honneur d'un capitaine             | Так     | Так       |          |
| 1992 |      | Дьєнб'єнфу            | Diên Biên Phú                        | Так     | Так       | Так      |
| 2003 |      | Король вищий за хмари | Là-haut, un roi au-dessus des nuages | Так     | Так       |          |

## Визнання
| Нагороди та номінації П'єра Шендерфера        | Нагороди та номінації П'єра Шендерфера        | Нагороди та номінації П'єра Шендерфера | Нагороди та номінації П'єра Шендерфера |
| Рік                                           | Категорія                                     | Фільм                                  | Результат                              |
| --------------------------------------------- | --------------------------------------------- | -------------------------------------- | -------------------------------------- |
| Берлінський міжнародний кінофестиваль         |                                               |                                        |                                        |
| 1958                                          | Золотий ведмідь                               | Ущелина диявола                        | Номінація                              |
| 1958                                          | Приз Сенатора з питань народної освіти        | Ущелина диявола                        | Перемога                               |
| Каннський міжнародний кінофестиваль           |                                               |                                        |                                        |
| 1965                                          | Золота пальмова гілка                         | 317-й взвод                            | Номінація                              |
| 1965                                          | Найкращий сценарій                            | 317-й взвод                            | Перемога                               |
| Премія «Оскар»                                |                                               |                                        |                                        |
| 1968                                          | Найкращий документальний повнометражний фільм | Взвод Андерсона                        | Перемога                               |
| Премія «Сезар»                                |                                               |                                        |                                        |
| 1978                                          | Найкращий фільм                               | Краб-барабанщик                        | Номінація                              |
| 1978                                          | Найкращий режисер                             | Краб-барабанщик                        | Номінація                              |
| Нагорода Національної академії кіно (Франція) |                                               |                                        |                                        |
| 1982                                          |                                               | Честь капітана                         | Перемога                               |